# Аутомобилски клуб Краљевине Југославије
Аутомобилски клуб Краљевине Југославије био је први клуб овог типа у Србији, али и целој Југославији. Прво је настала београдска секција овог клуба, која је основана у Београду, да би се касније повезала са клубовима у Загребу и Љубљани након чега је дошло до уједињења у већи, државни клуб.

## Оснивање
Године 1921. у ловачкој сали хотела Париз у Београду започети су разговори о оснивању Српског аутоклуба, са седиштем у Београду. Иницијативу за ове разговоре повео је трговац Радован Саватић који је одмах и изабран за привременог председника одбора за припрему оснивања Српског аутоклуба. Чланови тог оснивачког одбора били су Михајло Јанковић, Илија Радовић и Милорад Савић. Овај одбор упутио је позивна писма свима познаницима, за које је веровао да су пријатљи аутомобилизма, и позвао их да се припреме за привремене чланове оснивачког одбора.
Готово сви позвани одазвали су се позиву и приступили покретачима, а међу првима одазвали су се, и већ у августу 1921. године, изабрани за чланове привремене управе Српског аутоклуба, поред наведене четворице: др Ђока Нешић, трговац Милорад Павловић, директор Француско-српске банке Навиљ, трговац Артур Гасо, инжењер Васа Ристић, инжењер, и ту време председник београдске Општине, Бора Пајевић, адвокат Аца Павловић и трговац Алекса Алексић, изабравши за председника привремене управе Милорада Павловића. За чланове привременог Надзорног одбора изабрани су: индустријалац Влада Илић, директор Југословенске банке Рудолф Пилц, професор Војне Академије Шарл Дусе, директор Прашке кредитне банке Карло Хусник и директор Југословенске трговачке банке Ст. Радовић. Ова привремена Управа предузела је прве кораке код надлежних власти и издејствовала признање за свој Аутоклуб.
Први збор под председништвом Милорада Павловића одржан је 24. јула 1922. године у циљу конституисања прве Управе. На том збору извршен је избор петнаест чланова за Управни и пет чланова за Надзорни одбор. Управни одбор изгледао је овако: Председник г. др. Велизар Јанковић, први п. председник г. Милорад Павловић; други п. председник ф. Владислав Дероко; секретар г. Илија Радовић; благајник г. Милорад Савић.

## Аутомобилски клуб Краљевине Југославије
Клуб је временом растао и еволуирао, најпре као саставни део Аутомобилског клуба Краљевине Срба, Хрвата и Словенаца (од 6. априла 1924), а наредне године као једна од најјачих секција данашњег Аутомобилског Клуба Краљевине Југославије. Тако се Српски аутоклуб као и његове посестриме Хрватски аутоклуб у Загребу и Словеначки аутоклуб у Љубљани стално утопио у једну заједницу, један клуб свих Југословенских аутомобилиста, поставши његова секција оснивачица. Клуб мења 1926. године назив у Ауто-клуб Краљевине Југославије.

## Делатност клуба
Клуб је лепо сарађивао са државним и самоуправним властима, тако је успео да код Министарства финансија добије 6. јануара 1924. године право за издавање интернационалних исправа за аутомобиле и тиме почиње прво издавање триптика у Југославији. Осим рада са званичним властима, клуб је и самостално радио на ширењу аутомобилизма у земљи. Управа клуба се увек старала да пружи што више услуга и олакшица својим члановима у њиховим спортским и туристичким напорима. Клуб је готово одмах након оснивања започео акцију на пољу компензације члановима за чланарину коју плаћају. Један од већих успеха овог клуба догодило се 1930. године када је управни одбор, у споразуму са извесним трговачким београдским фирмама, подигао у Београду сопствене бензинске пумпе и на тај начин оборио дотадашње високе цене бензина. Дуго времена клуб је одржавао стандард од око 5.30 динара за један литар бензина. Овим потезом клуб је учинио велику услугу, не само својим члановима већ и целокупном аутомобилизму, свим власницима аутомобила, па и самој држави, систематски спречавајући да се цене бензина пењу до неприродних размера.
Клуб је улагао велике напоре на увођењу спортског живота - аутомобилизма у престоници. Размишљало се и о изградњи једне сталне тркачке писте, а као најподесније место за то изабрана је Бањица, на простору који је служио као војни полигон. За овај пројекат издвојена је велика свота новца, као и много труда и рада, не би ли се одржала прва трка у Београду, као и у целој предратној Србији уопште. Прикупљен је велики број награда, међу којима и награда Њ. В. Краљице Марије, г. Министра саобраћаја и г. Министра војног. Иако је Клуб са материјалне стране био оштећен овим подухватом, трка је доживела велики успех. Трци је присуствовала београдска елита али и сам краљ Александар. Штампа је такође писала о успеху и значају ове трке.
Српски аутоклуб је прво био смештен у ловачкој сали хотела Париз, а октобра 1922. године узет је у кући председника Управног одбора први стан клуба у Васиној улици број 8. Када је обезбеђен стан и почела административна служба, одмах је учињен корак који је клубу обезбедио велики престиж. Наиме, 26. новембра 1922. године краљица Марија примила је у аудијенцију у двору председништво клуба, који су је умолили да постане заштитница клуба. Овом приликом кнез Арсен је постао почасни председник. Сама краљица била је велика обожаватељка вожње и аутомобила, често је возила аутомобил. Слава овог клуба био је Свети Архангел Михаило, дан када су освећене прве клупске просторије у Васиној улици.

Овај аутомобилски клуб организовао је различите манифестације и био веома цењен у друштву. Његовим оснивањем и постојањем много су добили становници главног града, као и грађани широм земље. Од његовог постојања користи је имала и сама држава, која се у домену аутомобилизма јако модернизовала захваљујући њему. 
- Рудолф Пилц
- Милорад Савић
- Милорад Павловић
- Илија Радовић
- Михајло Јанковић
- Васа Лазаревић
- Андра Ристић
- Велизар Јанковић